# Mangoo
Mangoo ist eine finnische Rockband aus Turku, die gegründet 2004 wurde.

## Geschichte
Die Band wurde im Jahr 2004 gegründet. Im folgenden Jahr schloss sich eine erste unbetitelte EP an. Es folgten mehrfach Auftritte, während die Band an neuen Liedern arbeitete und der Posten des Schlagzeugers mehrfach wechselte. 2009 erschien über 7:45 Records das Debütalbum Neolithic, das daraufhin mehrfach im Radio gespielt wurde. In den folgenden Jahren schlossen sich Konzerte in ganz Finnland an. Seitdem ist die Besetzung unverändert mit Pickles als Sänger und Gitarristen, Mattarn als Gitarristen, Igor als Bassisten, Teemu als Schlagzeuger und Nicke als Keyboarder. Über Small Stone Records schloss sich im Jahr 2012 das zweite Album unter dem Namen Neverland an. Wie bereits bei dem Vorgänger war das Album von der Band selbst aufgenommen und produziert worden. Das Abmischen hatte Benny Grotto übernommen. Nach der Veröffentlichung ging es auf Tournee durch Schweden und Finnland mit ihren schwedischen Labelkollegen Mother of God und The Midnight Ghost Train aus den USA.

## Stil
Eckart Maronde von Metal.de schrieb in seiner Rezension zu Neolithic, dass die Musik durch einen Fuzz-Sound, einen Sänger, der durch alle weiteren Mitglieder unterstützt werde, sowie durch einen starken Synthesizer-Einsatz geprägt ist. Zudem sei ein Einfluss von Hawkwind hörbar. Insgesamt seien die Lieder eingängig, abwechslungsreich und charakterstark, wobei ein guter Refrain oder eine Hookline im Vordergrund ständen. Ann-Kathrin Wilhelm vom Ox-Fanzine gab in ihrer Rezension zu Neverland an, dass die Band eine „Schlacht aus spacigem Synthesizer-Blues-Stoner-Rock“ bietet. Ihr komme das Album wie ein Filmsoundtrack vor, bei dem kein Song dem anderen gleiche. Durch den Einsatz von Synthesizereffekten bekomme der eine Song einen psychedelischen Charakter, während ein anderer durch Gesang und Gitarre eher dem Blues zuzuordnen sei. Auch verarbeite die Gruppe gelegentlich „rotzige Gitarrenriffs“ im Stil von Pearl Jam oder basslastiges Material im Stoner-Rock-Stil.

## Diskografie
- 2005: Untitled (EP, Eigenveröffentlichung)
- 2009: Neolithic (Album, 7:45 Records)
- 2012: Neverland (Album, Small Stone Records)